# Masao Ōki

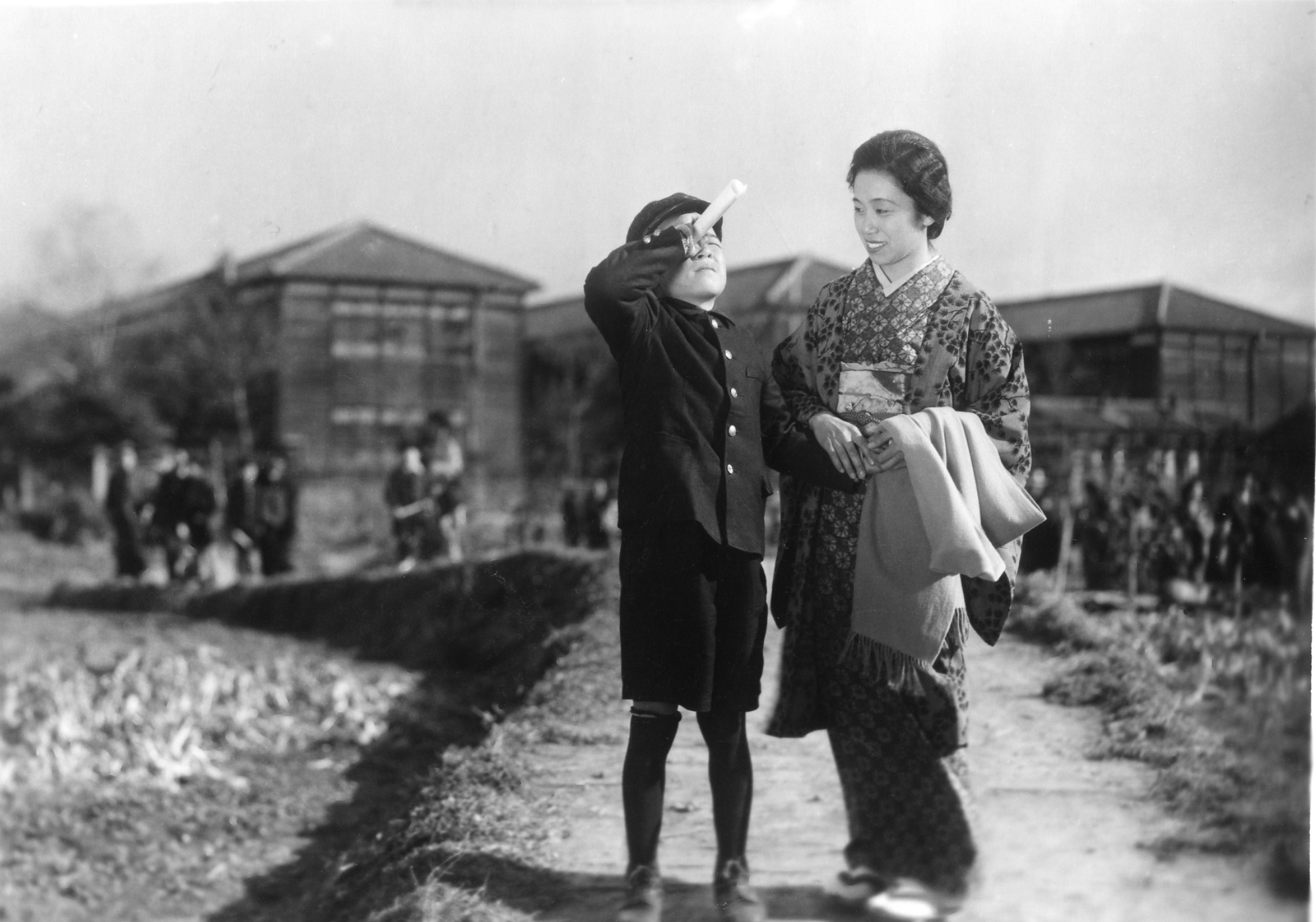
Scène du film Main dans la main, les enfants (1948), avec Haruko Sugimura (à d.)

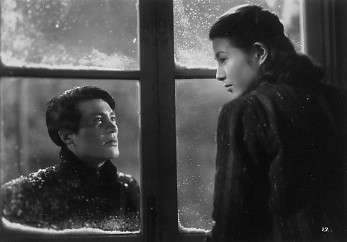
Scène du film Quand nous nous reverrons... (1950), avec Eiji Okada et Yoshiko Kuga

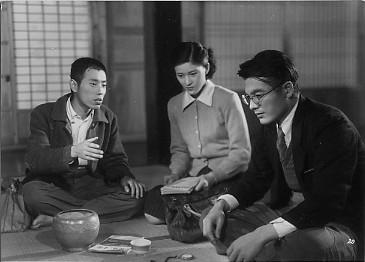
Scène du film L'École des échos (1952), avec Isao Kimura, Yōko Sugi et Eiji Okada

 (avril 2025).
Si vous disposez d'ouvrages ou d'articles de référence ou si vous connaissez des sites web de qualité traitant du thème abordé ici, merci de compléter l'article en donnant les références utiles à sa vérifiabilité et en les liant à la section « Notes et références ».
Pour les articles homonymes, voir Oki.
Masao Ōki (大木 正夫, Ōki Masao), né le 3 octobre 1901 à Nakaizumi (actuellement Iwata, préfecture de Shizuoka) et mort le 18 avril 1971 à Kamakura (préfecture de Kanagawa), est un compositeur, chef d'orchestre et pédagogue japonais (parfois crédité Masao Ohki).

## Biographie
Ingénieur de formation, il étudie aussi la musique avant de se consacrer à l'enseignement et la composition.
Dans les années 1920, Masao Ōki étudie la composition largement en autodidacte, mais également auprès du compositeur Yoshikazu Giishi Ishikawa (1887-1962). Dans les années 1930, il devient chef d'orchestre (dirigeant notamment ses œuvres) et professeur de composition à l'École impériale de musique de Tokyo, jusqu'à sa destruction par incendie en 1945.
Influencé notamment par Nikolaï Rimski-Korsakov et Maurice Ravel, il compose à ses débuts dans la veine du post-romantisme. On lui doit entre autres six symphonies numérotées (la plus connue étant la no 5 titrée Hiroshima, créée en 1953), des poèmes symphoniques, des mélodies, quelques pages pour piano et de musique de chambre, ainsi que diverses pièces de musique chorale, dont la vaste cantate Rendez-nous notre humanité.
Par ailleurs, pour le cinéma japonais, il est l'auteur de musiques de films entre 1941 et 1969. Mentionnons Main dans la main, les enfants d'Hiroshi Inagaki (1948), Quand nous nous reverrons... (1950) et Un amour pur (1957), tous deux réalisés par Tadashi Imai, ou encore Le Pauvre Cœur des hommes de Kon Ichikawa (1955).
Une de ses dernières musiques de films est pour Vietnam de Satsuo Yamamoto (1969), abordant la guerre alors en cours. Il évoque à nouveau ce conflit avec la symphonie no 6 (sa dernière), titrée de même et créée en 1970.
Masao Ōki meurt l'année suivante (1971) à 69 ans, des suites d'un cancer.

## Liste de compositions (sélection)

### Pièces pour instrument seul
(destinées au piano, sauf mention contraire)
- 1929 : Suite La Ligne de faille
- 1932 : Lorelei Fantasia ; Tempête et Inondation dans le Kansai, pour orgue
- 1934 : Suite Contes pour enfants ; Suite Autoportrait
- 1936 : Nocturne ; Six pièces courtes
- 1947 : Suite (sans titre)

### Musique de chambre
- 1936 : Fantaisie pour trois danseurs, pour alto, violoncelle et piano ; Profil de nuit et Sérénade, pour violon et piano

### Symphonies
- 1932 : Symphonie no 1 L'Usine
- 1933 : Symphonie no 2 ; Symphonie no 3 Paysanne, avec chœurs ; Symphonie no 4 La Route de Shinano, avec solistes et chœurs
- 1950 : Symphonie en ut (non numérotée)
- 1953 : Symphonie no 5 Hiroshima
- 1970 : Symphonie no 6 Vietnam

### Autres œuvres pour orchestre
- 1929 : Poème symphonique sans paroles ; Le Tourment de la vérité, poème symphonique
- 1930 : Les Affamés, poème symphonique
- 1931 : Les Passions de 1931, poème symphonique
- 1934 : Suite Cinq contes de fées ; Poème pastoral
- 1935 : Pièce La Mine de charbon ; Ouverture festive japonaise
- 1936 : L'Aube amenant le soleil (ou Récit d'un travailleur de la mer), avec récitant
- 1937 : Pensées nocturnes ; Nouvelles japonaises
- 1938 : Rhapsodie japonaise
- 1940 : Hagoramo, danses symphoniques
- 1941 : Suite Vers la Chine du Sud
- 1942 : La Nation en marche ; Pièce L'Aube des dieux
- 1943 : Ouverture Voyez-moi
- 1944 : Poème mongol, poème symphonique
- 1948 : Six Préludes et Finale sur la sculpture antique
- 1966 : Pièce Tanno Shansho ; Chant des jeunes, avec piano

### Musique vocale
- 1923 : Une cigale, mélodie pour voix et piano
- 1931 : Cycle Nuit, Automne et Cimetière, pour soprano (ou baryton) et orchestre (ou piano) ; Karamatsu, mélodie pour voix et orchestre (ou piano)
- 1931 : Hymne au printemps et Le Jeune Érable, pour chœur de femmes et piano
- 1933 : Crépuscule, mélodie pour ténor et orchestre (ou piano)
- 1940 : Poèmes à la mémoire des braves guerriers et Chant des défenseurs, pour solistes, chœurs et petit orchestre
- 1939 : Deux Élégies, pour soprano, orchestre à cordes et percussions ; Chaque matin, mélodie pour soprano et piano
- 1942 : La Mer, mélodie pour chœurs et orchestre
- 1947 : Ce n'est pas ma complainte, mélodie pour soprano et piano
- 1950 : Sekirei, mélodie pour soprano et chœur a cappella
- 1962 : La Route, pour chœurs et piano
- 1963 : Cantate Rendez-nous notre humanité, pour solistes, chœurs et orchestre (1re partie, 1961 ; 2e partie, 1963)
- 1965 : Les Voix de la mer, pour chœur d'hommes et piano ; Cette personne n'est jamais revenue, pour récitant, chœurs, guitare et percussions (ou piano)

### Musiques de films
- 1941 : Shinano fūdoki yori: Kobayashi Issa (信濃風土記より 小林一茶) de Fumio Kamei
- 1943 : Magnifique Fantaisie (華やかなる幻想, Hanayakanaru gensō) de Kōzō Saeki
- 1948 : Main dans la main, les enfants (手をつなぐ子等, Te o tsunagu kora) d'Hiroshi Inagaki
- 1950 : Quand nous nous reverrons... (また逢う日まで, Mata au hi made) de Tadashi Imai
- 1951 : Le Chant de la bergeronnette (せきれいの曲, Sekirei no kyoku) de Shirō Toyoda
- 1951 : Nous sommes vivants (どっこい生きてる, Dokkoi ikiteru) de Tadashi Imai
- 1952 : Tempête sur Hakone (箱根風雲録, Hakone fūunroku) de Satsuo Yamamoto
- 1952 : L'École des échos (山びこ学校, Yamabiko gakkō) de Tadashi Imai
- 1952 : Shishunki (思春期) de Seiji Maruyama
- 1955 : Shimai (姉妹) de Miyoji Ieki
- 1955 : Le Pauvre Cœur des hommes (こころ, Kokoro) de Kon Ichikawa
- 1956 : Kobushi no hana no saku koro (こぶしの花の咲く頃) de Miyoji Ieki
- 1957 : Un amour pur (純愛物語, Jun'ai monogatari) de Tadashi Imai
- 1958 : La Veste rouge (赤い陣羽織, Akai jinbaori) de Satsuo Yamamoto
- 1959 : Kiku et Isamu (キクとイサム, Kiku to Isamu) de Tadashi Imai
- 1960 : Abarenbō taishō (暴れん坊大将) de Sotoji Kimura
- 1969 : Vienam (ベトナム, Betonamu) de Satsuo Yamamoto

## Discographie
- 2006 : Symphonie no 5 Hiroshima et Rhapsodie japonaise, Nouvel orchestre philharmonique du Japon, dir. Takuo Yuasa, disque compact Naxos ref. 8.557839 (le texte de présentation accompagnant ce disque — collection privée — a fourni des éléments de rédaction du présent article)